# Franz Christoph Segesser von Brunegg
Franz Christoph Segesser von Brunegg (* 12. Januar 1742 in Aufkirchen; † 12. Oktober 1812 in Notzing) war ein bayerischer Hofbeamter.

## Leben
Franz Christoph Joseph, Freiherr von Segesser von Brunegg, entstammte der deutschen Linie des Schweizer Ministerialengeschlechts Segesser von Brunegg. Er war ein Sohn des Freiherrn Franz Josef Segesser von Brunegg auf Notzing und Wartensee aus dessen erster Ehe mit Maria Theresia Carolina Schmerowsky von Lidkowitz.
Er war kurbayerischer Kämmerer und königlich bayerischer Vize-Oberststallmeister, außerdem Erbschenk des Hochstifts Konstanz und Herr zu Notzing. 1804, nach der Säkularisation des Bistums Konstanz infolge des Reichsdeputationshauptschlusses von 1803, reklamierte er (erfolglos) die alten Familienlehen seiner Linie beim Kurfürsten von Baden. Da er der letzte männliche Nachkomme aus der zweiten Ehe des Bernhard Segesser von Brunegg war, erlosch mit seinem Tod am 12. Oktober 1812 die deutsche Linie der Segesser von Brunegg im Mannesstamm.
Er war zweimal verheiratet: 1) in kinderloser Ehe mit Johanna Freiin von Pechmann († 20. Dezember 1791) und 2) mit Maria Adelheid Freiin von Schütz auf Pfeilstadt († 3. Februar 1830 in München). Aus der letzten Ehe stammte die Tochter Caroline, Erbin des Schlosses Notzing, die 1833 den Freiherrn Jakob von Washington heiratete. Mit ihrem Tod 1841 erlosch der Familienzweig auch in weiblicher Linie.